# Carea careoides
Carea careoides är en fjärilsart som beskrevs av W. Warren 1912. Carea careoides ingår i släktet Carea och familjen trågspinnare. Inga underarter finns listade i Catalogue of Life.